# سين سان دوني
سين سان دوني (بالفرنسية: Seine-Saint-Denis)‏: هو إقليم فرنسي شمال باريس تابع لمنطقة إيل دو فرانس (منطقة باريس الكبرى). عدد سكانه 1503536 نسمة.

تعليق

## معرض صور

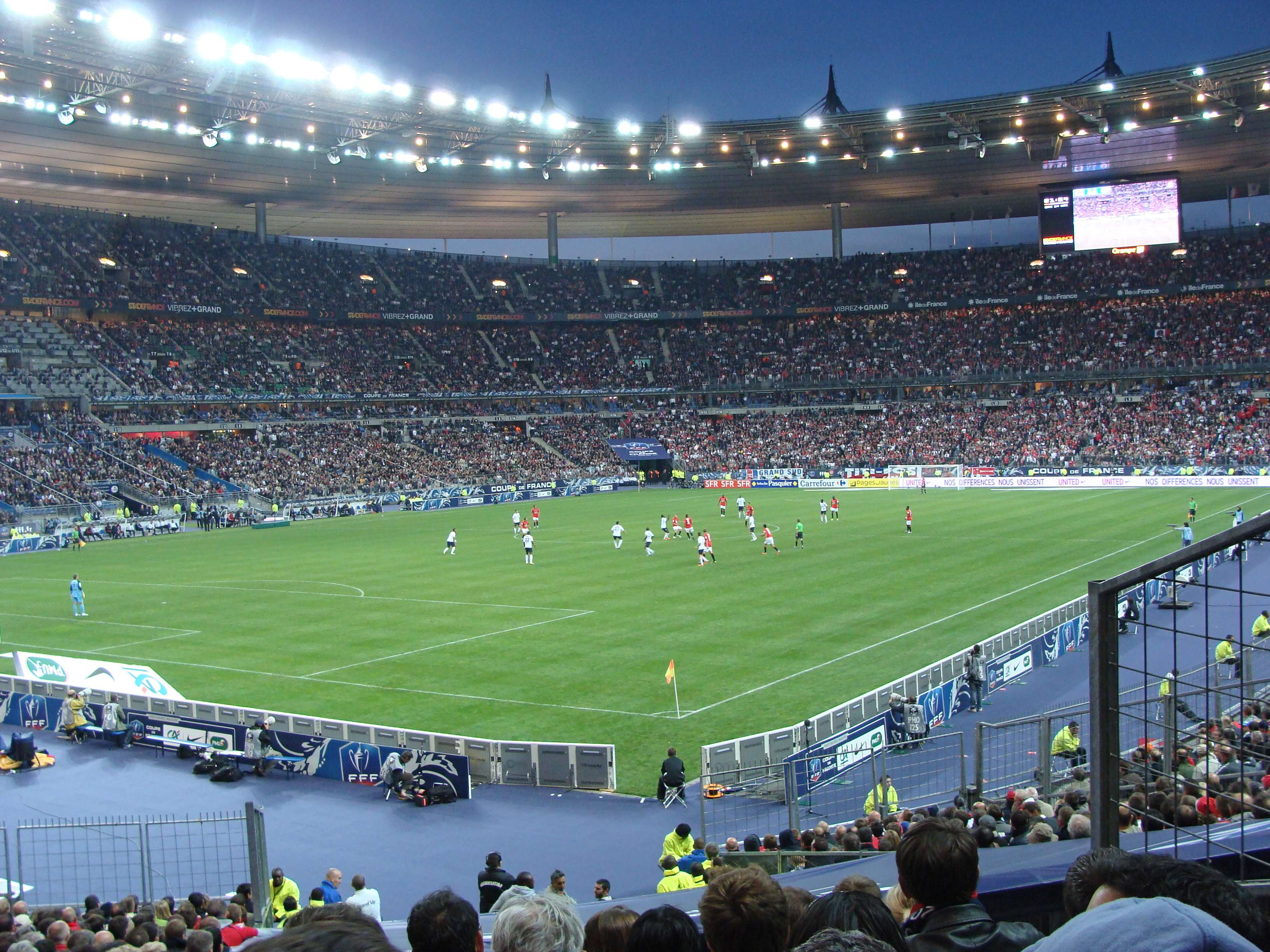
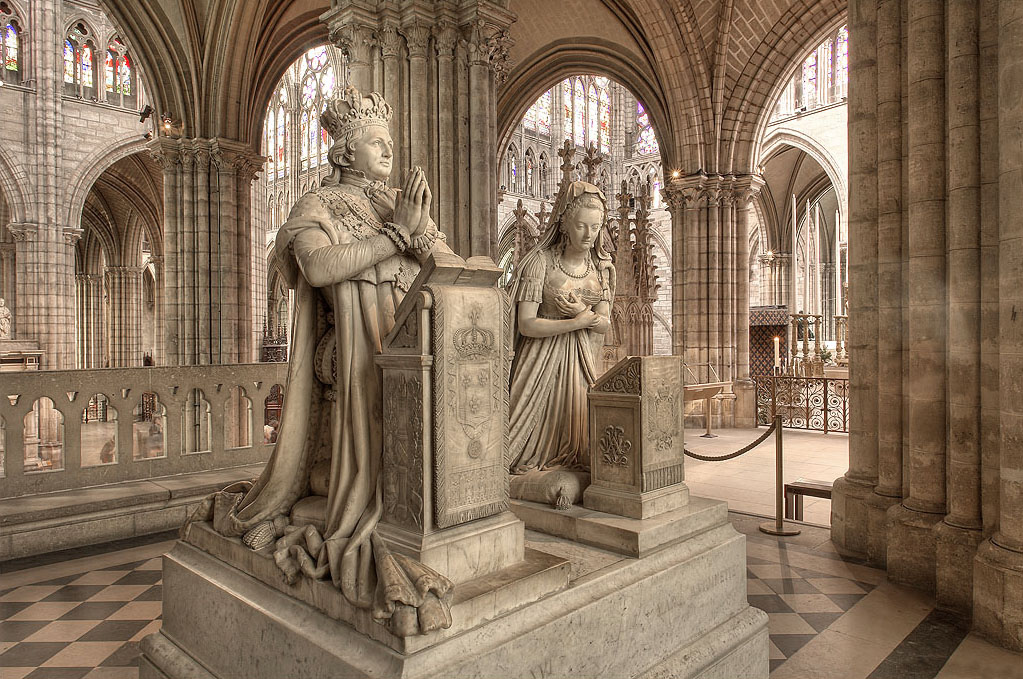
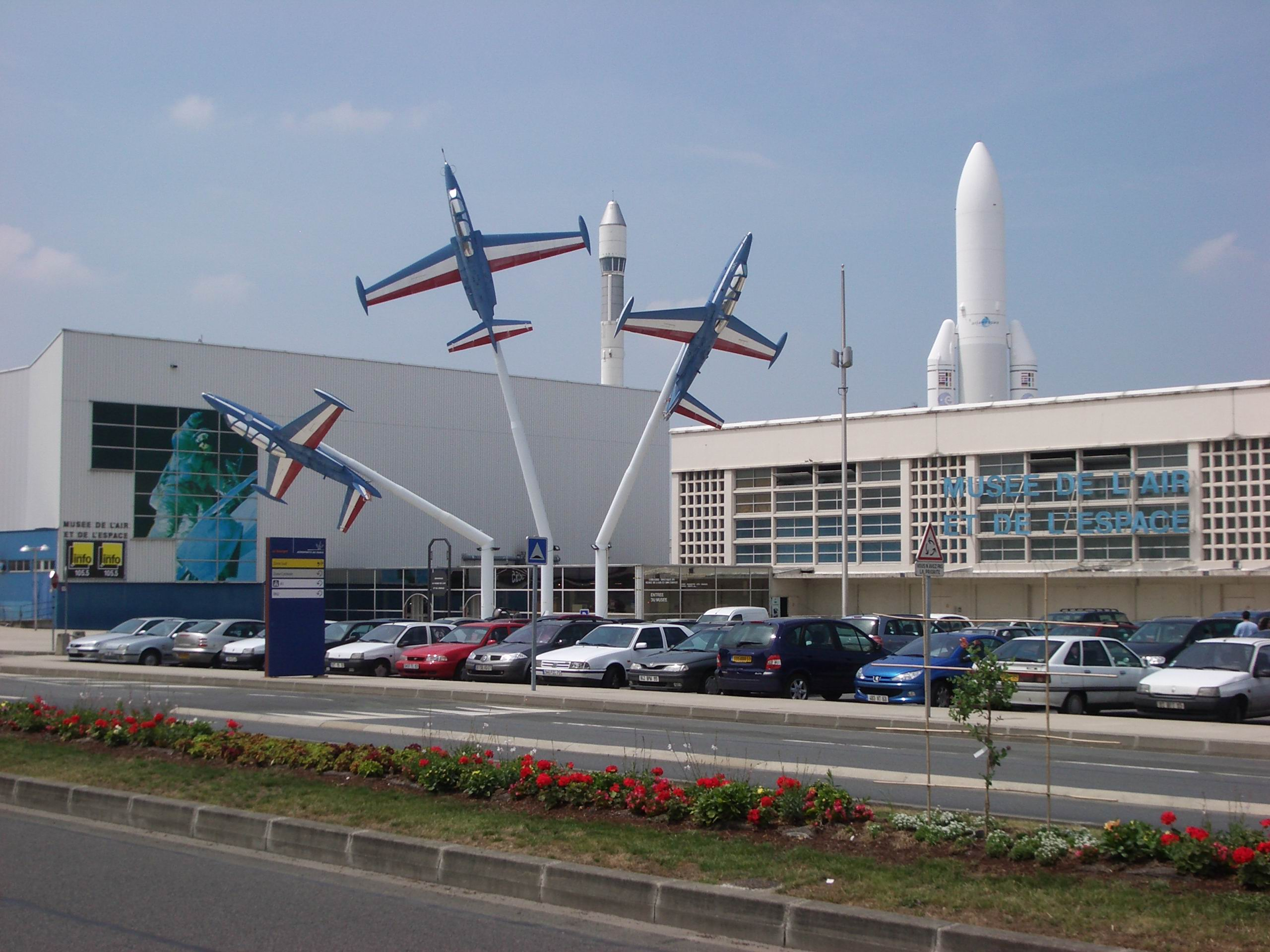
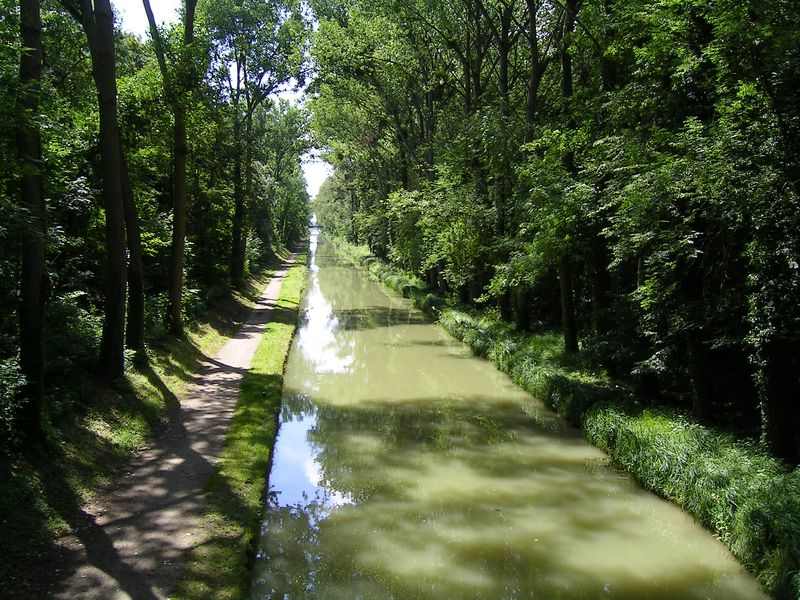